# Nidra Poller
Nidra Poller est une écrivaine et journaliste américaine. Elle vit à Paris depuis 1972.
Traductrice (notamment d'Emmanuel Levinas), romancière et auteur d'ouvrages illustrés pour la jeunesse, Nidra Poller est aussi correspondante en France de plusieurs publications et de sites Web d'information en langue anglaise comme National Review, FrontPage Magazine (en) et The New York Sun.
Observatrice des faits de société (comme les émeutes de 2005 dans les banlieues françaises) et des événements politiques (elle a suivi l’élection présidentielle française de 2007), elle s'intéresse particulièrement aux conséquences du conflit israélo-palestinien et aux nouvelles menaces d'antisémitisme en France. 
Elle fait partie des détracteurs de  Charles Enderlin et France 2 dans la controverse sur l'Affaire Mohammed al-Durah et soutient la théorie d'Eurabia (en particulier avec Richard Landes (en)).
Elle a fondé les Éditions Ouskokata.